# بيت عقلان (ذي السفال)

تعديل مصدري - تعديل

بيت عقلان محلة تابعة لقرية اللفجين، التابعة لعزلة الدخال بمديرية ذي السفال إحدى مديريات محافظة إب في الجمهورية اليمنية، بلغ تعداد سكانها 48 حسب تعداد اليمن لعام 2004.